# IShowSpeed
Darren Watkins Jr. (n. 21 ianuarie 2005, Cincinnati, Ohio, SUA), mai cunoscut sub pseudonimul său online IShowSpeed sau doar Speed, este un rapper, youtuber și streamer american. Este cunoscut pentru varietatea sa de stream-uri live în care joacă preponderent Fortnite, Valorant, NBA 2k, FIFA 23 și Fall Guys. Timp de o oră acesta a fost și primarul orașului Lima, în ianuarie 2025.

## Cariera de Influencer

### Începuturi (2016-2021)
Watkins și-a creat contul de YouTube în 2016, încărcând ocazional videoclipuri de gaming. În jurul lunii decembrie 2017, Watkins a început să transmită în direct și să încarce videoclipuri cu jocuri precum NBA 2K și Fortnite, dar a reușit să atragă în medie doar doi spectatori.

### 2021-2022 (Începutul popularității, controverse)
În 2021, Watkins a devenit faimos după ce fanii săi au început să posteze clipuri pe TikTok cu comportamentul său adesea violent în timpul streamurilor live. Acestea au devenit virale și meme-uri, atrăgându-i atât popularitate, cât și interdicții de pe platforma Twitch și din jocul Valorant. Un joc care i-a crescut semnificativ popularitatea este Talking Ben, datorită videoclipurilor sale, jocul devenind cel mai vândut pe App Store la peste un deceniu de la lansare.
În aprilie 2021, canalul său de YouTube a atins 100.000 de abonați, iar în iunie 2021, a ajuns la 1 milion. În decembrie 2021, a participat la un show de "e-dating" pe Twitch, unde a avut un schimb de replici interpretat ca o amenințare de viol, ceea ce a dus la interzicerea sa de pe platformă.
În aprilie 2022, a fost interzis din toate jocurile Riot Games pentru comentarii sexiste făcute unei jucătoare în timpul unui stream Valorant. În iulie 2022, aproape și-a incendiat camera după ce a aprins un foc de artificii Pikachu, și a atins 10 milioane de abonați pe YouTube. Tot atunci, a primit o interdicție de o săptămână de pe YouTube pentru că a transmis un mod sexual din Minecraft.
În august 2022, a fost victima unui "swatting" în timpul unui stream live, fiind încătușat de poliție. După ce a fost eliberat, a revenit la streaming.

### 2022-prezent
În septembrie 2022, Watkins a jucat în meciul de fotbal caritabil organizat de Sidemen, unde a devenit viral pentru că l-a lovit pe arbitru cu tricoul după ce i-a fost anulat un gol. În noiembrie 2022, rapperul Lil Nas X a apărut pe streamul său, dar în aceeași lună, Sky Sports a încetat să-l mai prezinte din cauza comentariilor sale misogine din trecut. În decembrie 2022, a câștigat premiul Streamy pentru "Breakout Streamer" și a călătorit la diverse stadioane de fotbal pentru a-l vedea pe Cristiano Ronaldo jucând, dar fără succes.
În decembrie 2022, a fost criticat pentru comportamentul său considerat rasist față de un spectator chinez la Cupa Mondială FIFA. În ianuarie 2023, și-a tatuat portretul lui Cristiano Ronaldo și a recunoscut că este în spatele unor companii de drepturi de autor, ceea ce i-a adus critici. În mai 2023, a semnat un contract exclusiv de streaming cu platforma Rumble. În iunie 2023, după multe încercări, Watkins s-a întâlnit cu Cristiano Ronaldo după victoria Portugaliei cu 3-0 împotriva Bosniei și Herțegovinei, în parcarea stadionului Estádio do Sport Lisboa e Benfica. În august 2023, a atins 20 de milioane de abonați pe YouTube și a avut un incident stânjenitor în timpul unui stream live. În octombrie 2023, Twitch i-a reactivat contul după aproape doi ani.

## Turneele Mondiale
În mai 2024, Watkins a participat la Cooper's Hill Cheese-Rolling and Wake din Gloucestershire unde s-a accidentat la picior. În iunie 2024, s-a întâlnit cu premierul Albaniei, Edi Rama. În iulie a vizitat mai multe țări din Europa printre care și Norvegia, loc unde a avut " cea mai înfricoșătoare zi din viața lui ": în timpul unui stream live din Oslo, pe data de 3 iulie 2024, a ajuns să fie închis aproximativ 1 oră și jumătate într-un magazin de suveniruri din cauza unei mulțimi mari ce bloca căile de acces (peste 1000 de persoane) .Ulterior, a fost escortat afară și dus la spital. În timpul procesului de escortare spre mașină, a fost atacat de "fani", unii dintre ei s-au urcat pe mașină, alții au aruncat obiecte și urină spre el  sau chiar l-au tras de păr. Slipz, operatorul lui Watkins nu a putut urca în mașină din cauza haosului și a rămas șocat de comportamentul oamenilor. Watkins a declarat că nu se va mai întoarce în Norvegia niciodată. 
Pe data de 12 iulie 2024, streamer-ul american a venit în România în cadrul turului pe care acesta l-a făcut în Europa. Acesta și-a început stream-ul plimbându-se prin Ferentari, jucându-se fotbal cu copiii, apoi a mers să mănânce mici la Piața Obor, a încercat să intre în Palatul Parlamentului, iar mai apoi s-a dus la o piscină cunoscută din capitală. Peste 100.000 oameni s-au uitat în timp real la stream-ul acestuia. La finalul turului, a făcut o listă cu țările ce i-au plăcut cel mai mult, România fiind pe locul 1 alături de Polonia. 
Pe data de 28 ianuarie 2025, în timp ce se afla în Peru (parte a turului său din America de Sud), a fost numit Primar al orașului Lima dar doar timp de o oră.